# Piercing dell'orecchio

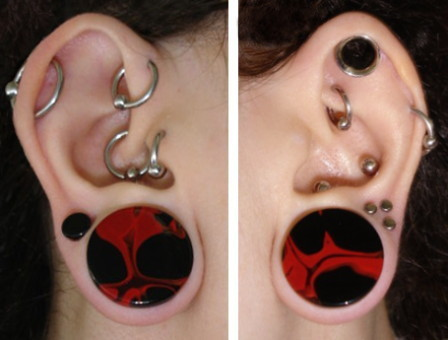
Vari tipi di piercing dell'orecchio

Il piercing dell'orecchio (ear piercing in inglese) è un tipo di piercing praticato sull'orecchio, che può essere di diversi tipi, a seconda della posizione.

## Storia

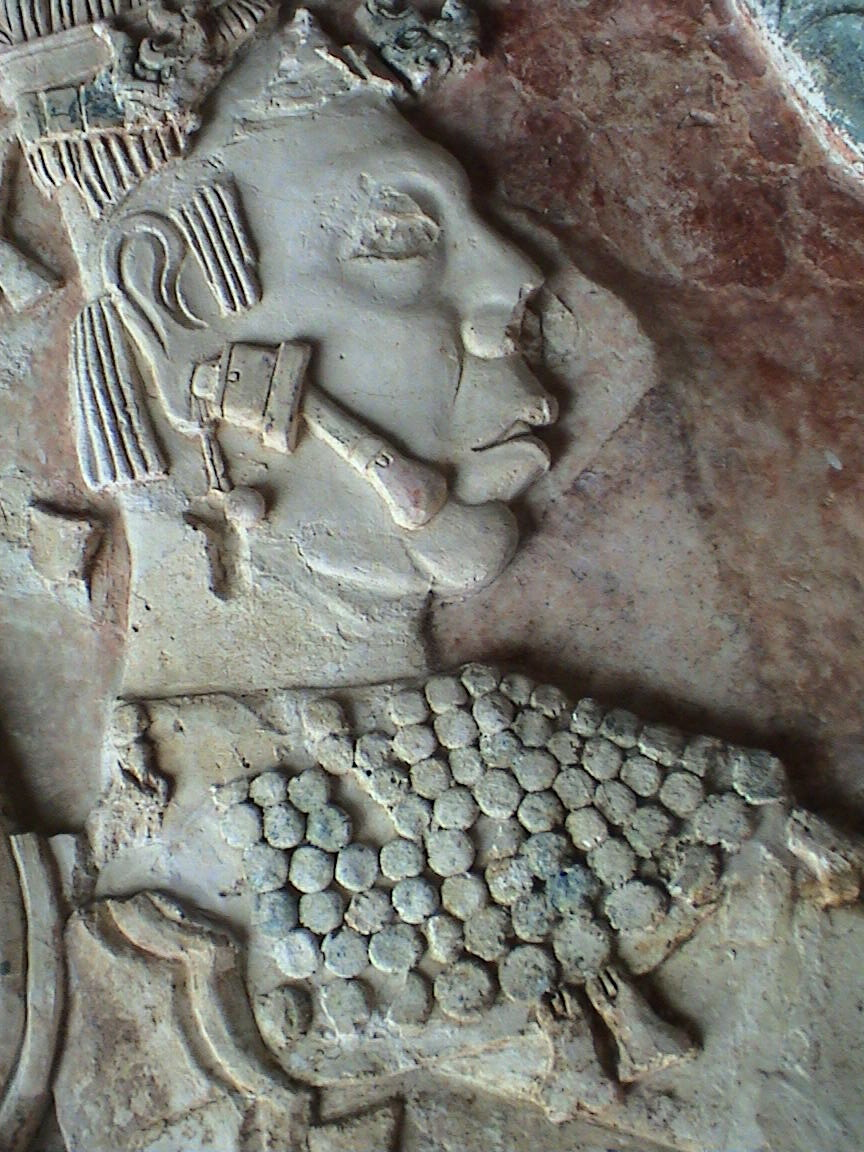
Bassorilievo trovato nei pressi di Palenque raffigurante una figura umana con un dilatatore al lobo dell'orecchio

La perforazione del lobo, o meno frequentemente della cartilagine, dell'orecchio è stata praticata fin da tempi antichi, in particolare nelle culture tribali. Sembra infatti che nelle tribù antiche, credendo che il metallo fermasse gli spiriti malvagi, perforassero le orecchie cosicché tali spiriti non potessero entrare nel corpo attraverso le orecchie.
È spesso considerata una pratica comune, a volte quasi un rito di iniziazione sociale (simile, a livello simbolico, alla circoncisione o alla infibulazione), praticare fori alle orecchie delle femmine poco dopo la nascita. Anche se non così comuni come per le donne, piercing all'orecchio sono diventati piuttosto comuni anche per gli uomini nel Nord America e in Europa.
La pratica della perforazione del lobo è stata riscontrata spesso in corpi mummificati, compresa la più antica mummia mai scoperta finora, la mummia del Similaun, ritrovata nel 1991 nel ghiacciaio di Similaun sulle Alpi Venoste. Ötzi, così è stata soprannominata la mummia, oltre a numerosi tatuaggi, aveva un foro all'orecchio di 7,11 mm di diametro.
La perforazione delle orecchie negli uomini è molto comune nelle culture tribali fino al giorno d'oggi. Ad esempio nel Borneo la perforazione delle orecchie viene fatta ai ragazzi come rito di passaggio: la madre perfora un orecchio e il padre perfora l'altro, ciò simboleggia la dipendenza del figlio dai suoi genitori.
Gli orecchini compaiono anche nella Bibbia, dove vengono indossati da entrambi i sessi. Nel Libro dell'Esodo 32, Aronne fonde gli orecchini per farne il vitello d'oro. Il Deuteronomio 15:12-17 dispone la perforazione dell'orecchio per lo schiavo che sceglie di non venire liberato.
Sotto parte dell'Impero Romano, gli orecchini erano molto più comuni tra gli uomini che tra le donne, essendo stato introdotto l'uso da Giulio Cesare.
Presso gli Aztechi i lobi delle orecchie venivano dilatati per piacere estetico o come segno di appartenenza a una determinata tribù.
In età elisabettiana l'orecchino era uno status symbol prettamente maschile, indossato da personaggi del calibro di Shakespeare, Sir Walter Raleigh, e Francis Drake.
I marinai di un tempo credevano che forare il lobo acuisse la vista, così da poter ottenere il posto di vedetta, che era fra i più ambiti. I marinai portavano orecchini d'oro, cosicché, se fossero morti in mare e il loro corpo fosse stato trascinato a riva dalla corrente, con essi si sarebbe potuta pagare una sepoltura cristiana: il loro spirito, altrimenti, avrebbe vagato inquieto per l'eternità. Pare inoltre che i marinai che accettavano rapporti omosessuali comunicassero la loro disponibilità al resto della ciurma portando l'orecchino, a differenza di tutti gli altri, al lobo destro.

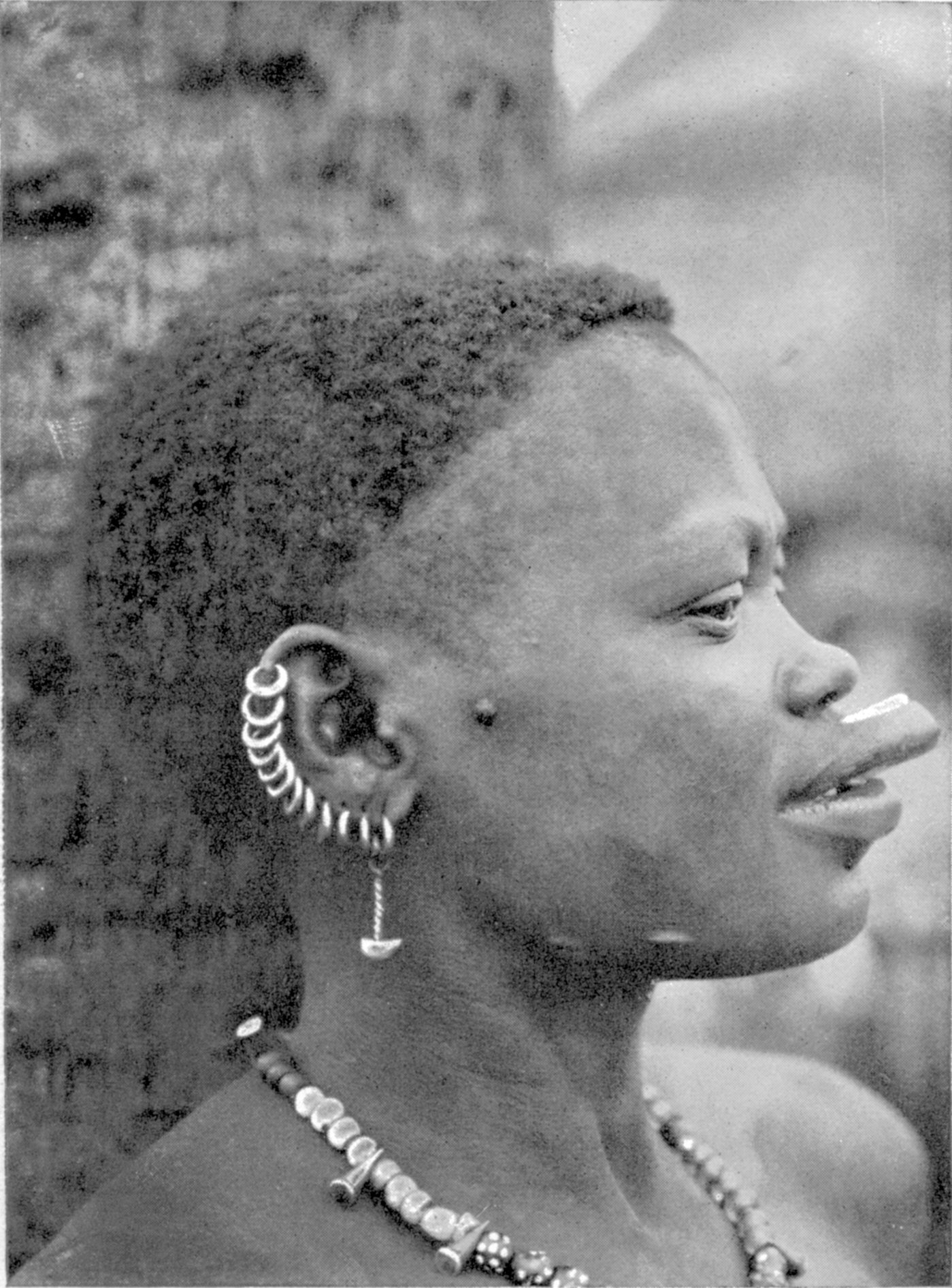
Donna Dinka con svariati orecchini e disco labiale
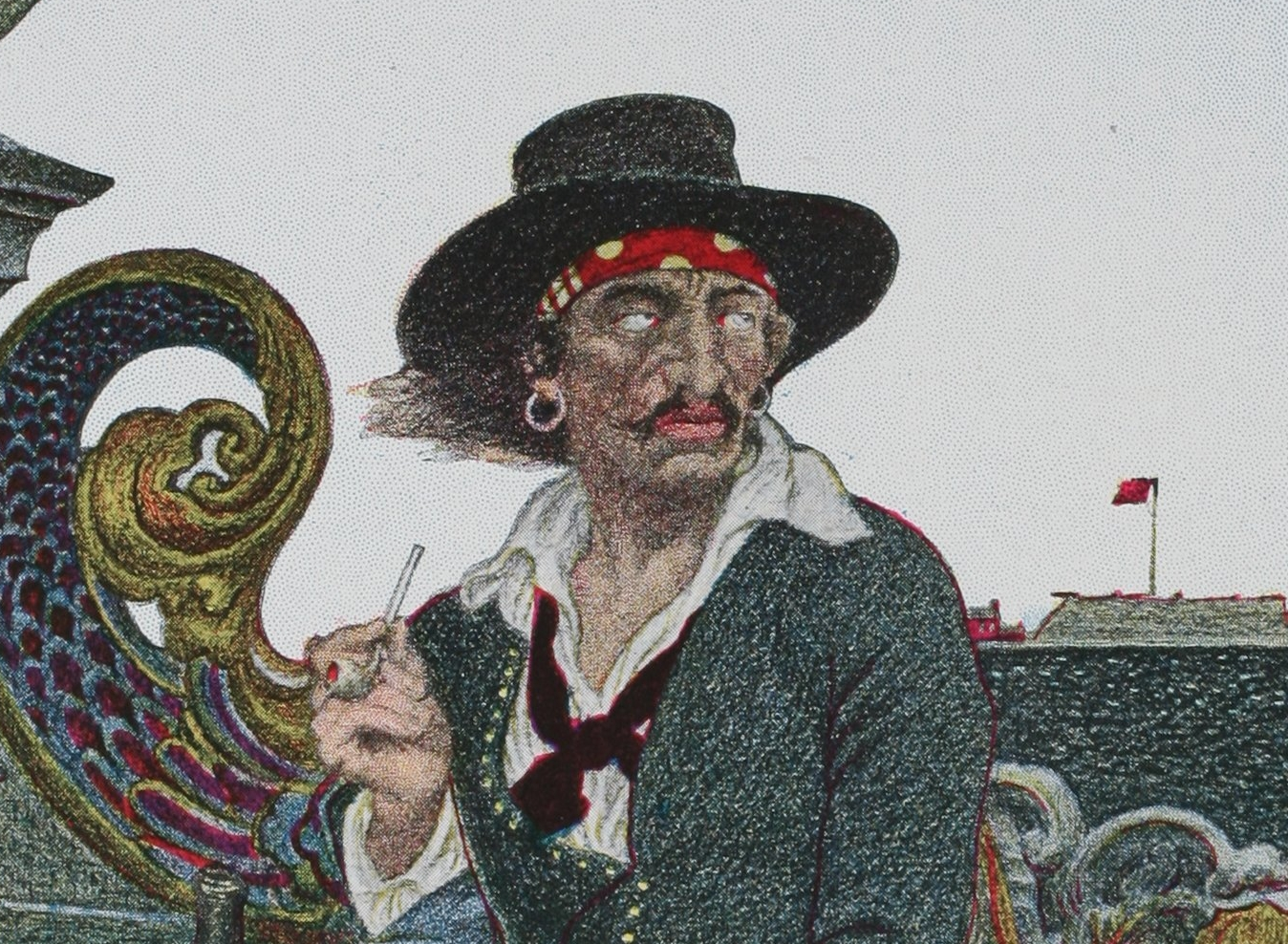
Illustrazione raffigurante il pirata William Kidd con piercing al lobo dell'orecchio

## Tipologia
- Lobo
- Anti-helix
- Anti-tragus
- Conch
- Helix
- Industrial
- Orbital
- Rook
- Snug
- Tragus
- Daith

### Lobo
Il piercing del lobo è il tipo di piercing dell'orecchio più comune e in generale il tipo di piercing più diffuso al mondo fin dai tempi antichi.

### Orbital
L'orbital è un piercing in cui due fori eseguiti nell'orecchio vengono collegati da un unico gioiello. Solitamente si utilizzano le captive bead ring, cioè gli anelli chiusi da una pallina, per dare un miglior effetto estetico, ma i due fori possono anche essere tenuti separati. È diffusamente praticato nelle orecchie, in particolar modo nella cartilagine.

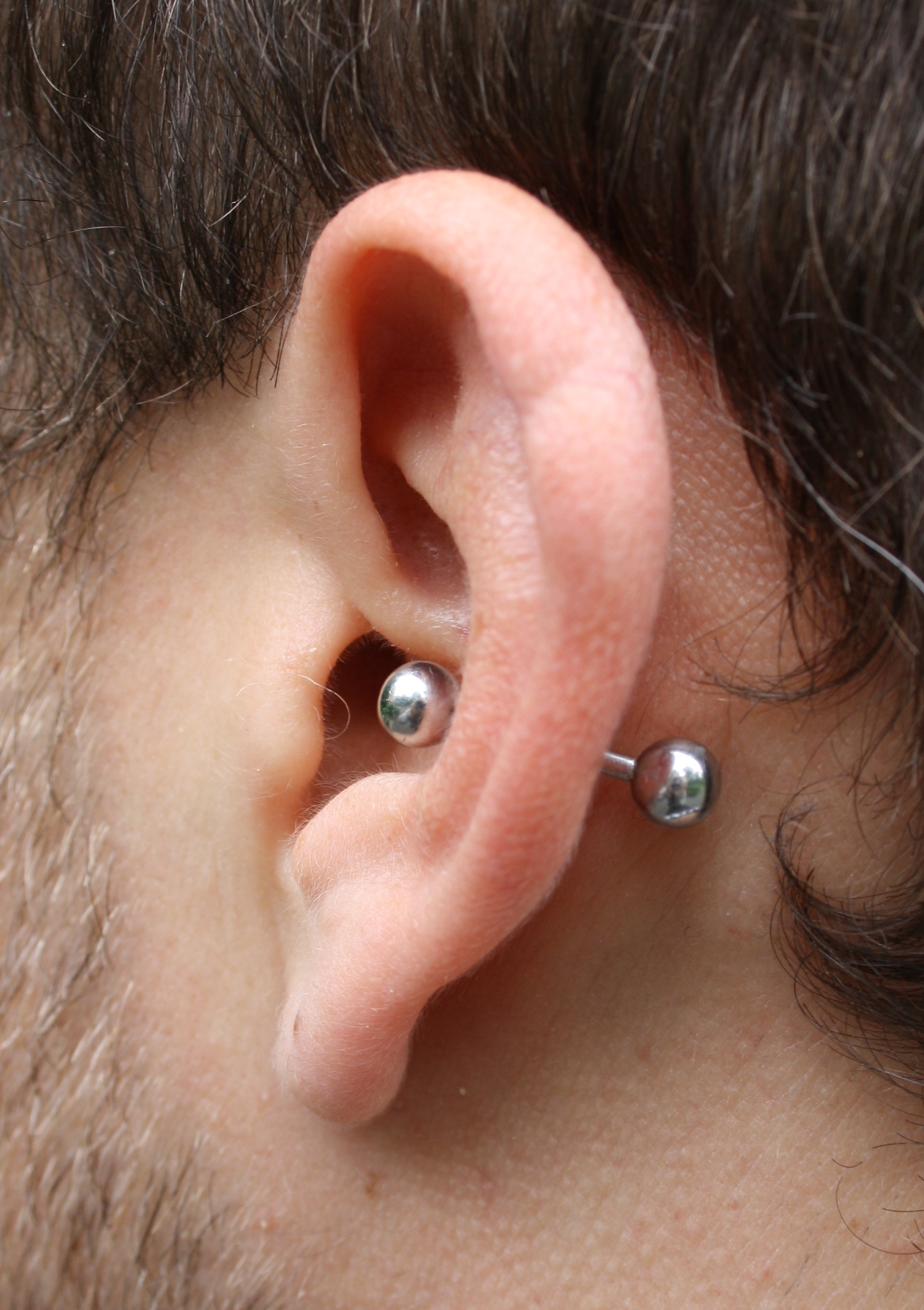
Conch
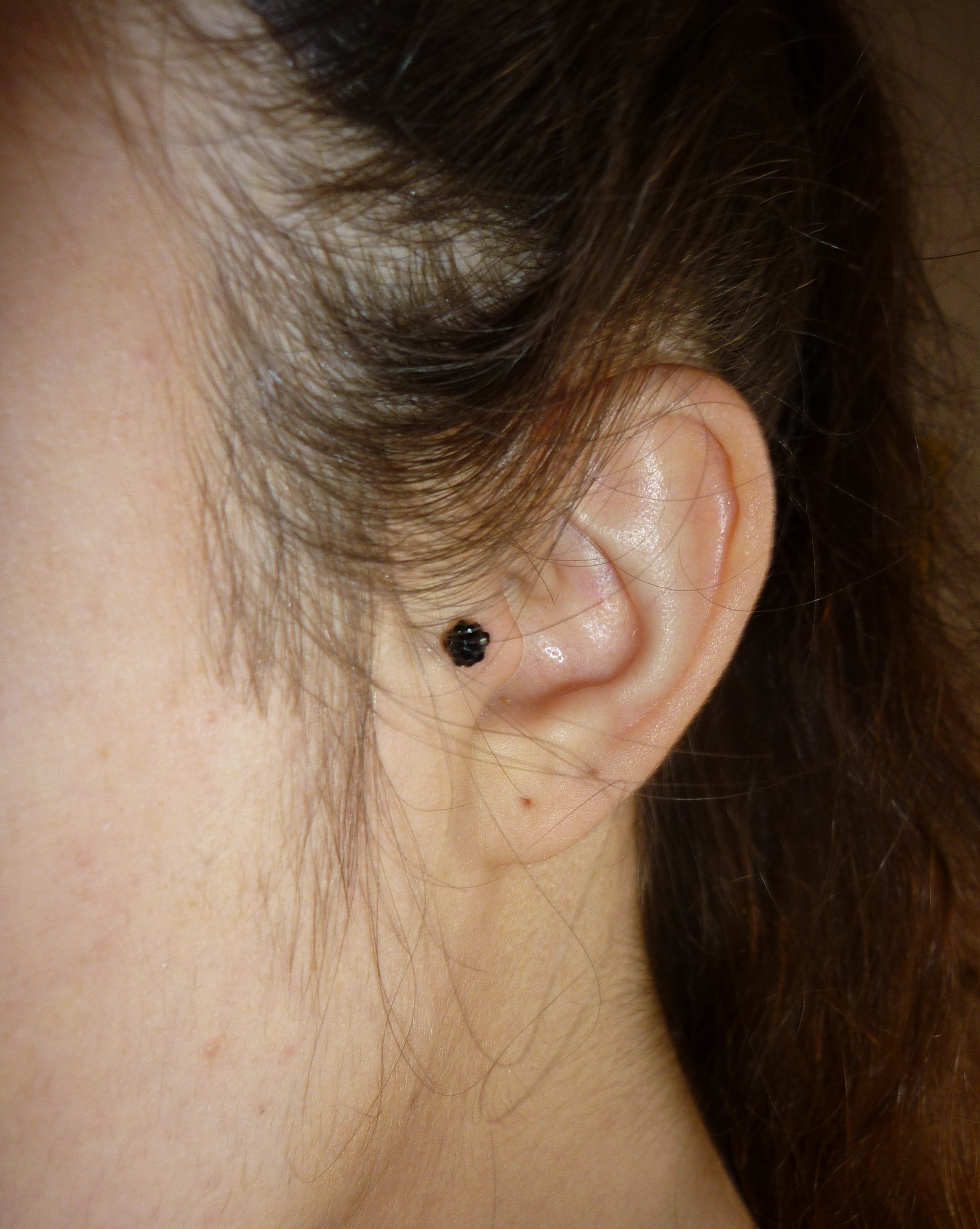
Tragus
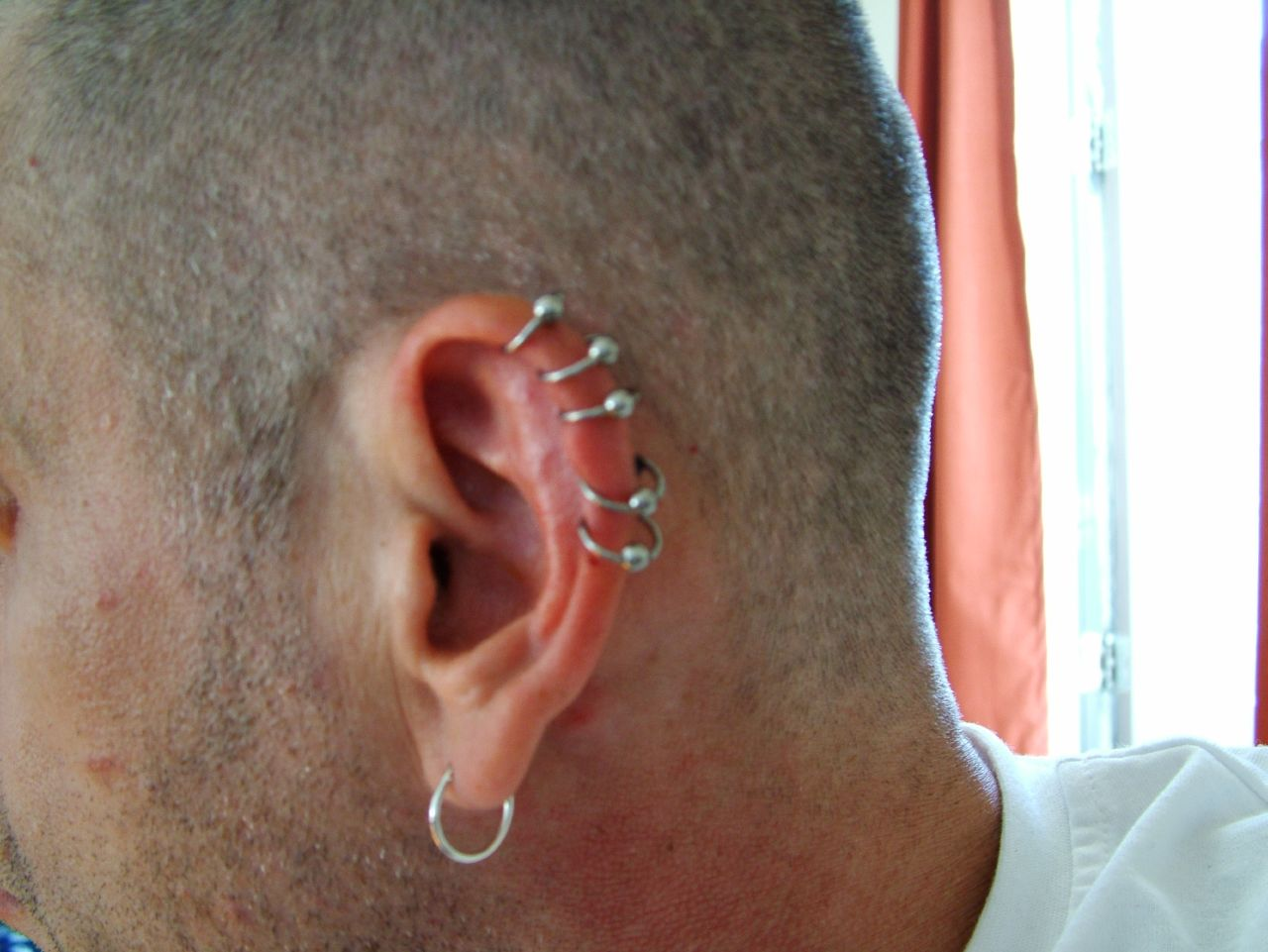
Helix
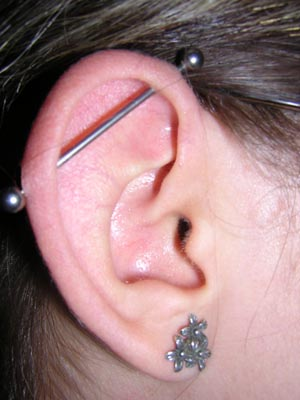
Industrial

## Procedura

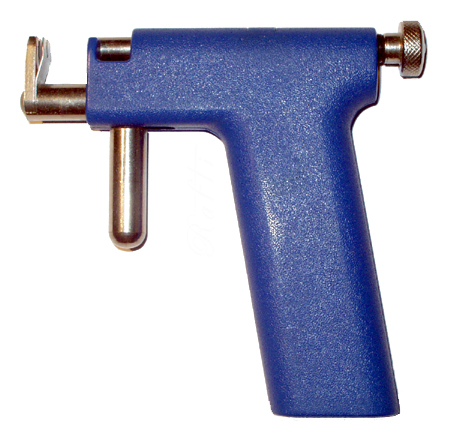
Pistola comunemente utilizzata per la foratura del lobo

La procedura più comune per la foratura del lobo dell'orecchio è quella che prevede l'utilizzo di una apposita pistola che spara un perno nel tessuto cutaneo. Tale metodo viene utilizzato per praticità ampiamente dai gioiellieri, fin da molto prima della diffusione a livello mainstream della pratica del piercing. I piercer professionisti preferiscono tuttavia, in questo tipo di piercing come in tutti gli altri, l'utilizzo di un ago da piercing, con successivo inserimento del gioiello.

## Gioielleria
La gioielleria utilizzata per il piercing dell'orecchio prende comunemente il nome di orecchino, termine tuttavia ambiguo, dal momento che può indicare anche gioielli indossabili sull'orecchio (ad esempio a "clip") che non richiedono necessariamente la foratura del tessuto epidermico. Con il termine di "orecchino", inoltre, viene comunemente definito il gioiello indossabile al lobo, mentre nel moderno piercing si è evoluta una serie di varianti che interessano anche la cartilagine e che necessitano di gioielleria appositamente dedicata, come ad esempio nel caso del piercing detto industrial.